# Australian Amateur Championship
L'Australian Amateur Championship è un torneo amatoriale di snooker, che si è disputato nel 1914, dal 1953 al 1992, dal 1996 al 1998 e dal 2000, in Australia.

## Albo d'oro
| Anno        | Vincitore        | Finalista          | Risultato           | Città           | Impianto                    | Note            |
| ----------- | ---------------- | ------------------ | ------------------- | --------------- | --------------------------- | --------------- |
| 1914        | Herbert Rumball  | AC Stephenson      | 3 - 2               | Sydney          | Heiron & Smith's Hall       | [ 2 ]           |
| 1915 - 1952 | Non disputatosi  | Non disputatosi    | Non disputatosi     | Non disputatosi | Non disputatosi             | Non disputatosi |
| 1953        | Warren Simpson   | Bob Marshall       | Girone all'italiana | Melbourne       | Y.M.C.A.                    | [ 3 ]           |
| 1954        | Warren Simpson   | Frank Edwards      | ?                   | Sydney          | ?                           | [ 1 ]           |
| 1955        | Ted Pickett      | Jack Harris        | ?                   | Adelaide        | ?                           | [ 1 ]           |
| 1956        | Bob Marshall     | Warren Simpson     | 5 - 4               | Perth           | Railway Institute           | [ 4 ]           |
| 1957        | Warren Simpson   | Bob Marshall       | ?                   | Sydney          | ?                           | [ 1 ]           |
| 1958        | Frank Harris     | Warren Simpson     | ?                   | Brisbane        | ?                           | [ 1 ]           |
| 1959        | Kevin Burles     | Frank Harris       | ?                   | Launceston      | ?                           | [ 1 ]           |
| 1960        | Kevin Burles     | Bob Marshall       | ?                   | Perth           | ?                           | [ 1 ]           |
| 1961        | Max Williams     | Len Rahilly        | ?                   | Adelaide        | ?                           | [ 1 ]           |
| 1962        | Willie Barrie    | Jim Lyons          | ?                   | Brisbane        | ?                           | [ 1 ]           |
| 1963        | Frank Harris     | Willie Barrie      | 8 - 4               | Hobart          | ?                           | [ 5 ]           |
| 1964        | Willie Barrie    | Frank Harris       | 8 - 5               | Sydney          | ?                           | [ 6 ]           |
| 1965        | Willie Barrie    | Arthur Cuffe       | ?                   | Melbourne       | ?                           | [ 1 ]           |
| 1966        | Max Williams     | Ron Atkins         | ?                   | Perth           | ?                           | [ 1 ]           |
| 1967        | Max Williams     | Rex King           | ?                   | Adelaide        | ?                           | [ 1 ]           |
| 1968        | Max Williams     | Ron Mares          | ?                   | Adelaide        | ?                           | [ 1 ]           |
| 1969        | Willie Barrie    | Max Williams       | ?                   | Melbourne       | ?                           | [ 1 ]           |
| 1970        | Max Williams     | Harry Andrews      | ?                   | Launceston      | ?                           | [ 1 ]           |
| 1971        | Max Williams     | Geoff Miller       | ?                   | Bulli           | ?                           | [ 1 ]           |
| 1972        | Max Williams     | Robert McLass      | ?                   | Perth           | ?                           | [ 1 ]           |
| 1973        | Max Williams     | Robert McLass      | ?                   | Adelaide        | ?                           | [ 1 ]           |
| 1974        | John Campbell    | Dennis Wheelwright | Girone all'italiana | Melbourne       | Commercial Travellers Club  | [ 7 ]           |
| 1975        | Ron Atkins       | Fred Thomas        | ?                   | Brisbane        | ?                           | [ 1 ]           |
| 1976        | Ron Atkins       | Leon Heywood       | Girone all'italiana | Hobart          | ?                           | [ 8 ]           |
| 1977        | Ron Atkins       | Jim Bonner         | ?                   | Bulli           | ?                           | [ 1 ]           |
| 1978        | Kevin Burles     | Ron Atkins         | 4 - 2               | Perth           | ?                           | [ 9 ]           |
| 1979        | John Campbell    | Ron Atkins         | Girone all'italiana | Adelaide        | ?                           | [ 10 ]          |
| 1980        | Warren King      | James Giannaros    | ?                   | Melbourne       | ?                           | [ 1 ]           |
| 1981        | Warren King      | John Campbell      | 8 - 6               | Brisbane        | ?                           | [ 11 ]          |
| 1982        | James Giannaros  | Warren King        | 8 - 3               | Hobart          | ?                           | [ 12 ]          |
| 1983        | Gary Lackenby    | Adrian Campbell    | 8 - 4               | Gosford         | Central Coast Leagues Club  | [ 13 ]          |
| 1984        | Glen Wilkinson   | Adrian Campbell    | 8 - 6               | ?               | ?                           | [ 14 ]          |
| 1985        | Jim Bonner       | Philip Tarrant     | 8 - 5               | Dareton         | Coomealla Memorial Club     | [ 15 ]          |
| 1986        | Geoff Miller     | Peter Hawkes       | 8 - 3               | ?               | ?                           | [ 16 ]          |
| 1987        | Peter Hawkes     | Roger Farebrother  | 8 - 7               | Melbourne       | Bentley Club                | [ 17 ]          |
| 1988        | Jim Bonner       | Stan Gorski        | 8 - 5               | Launceston      | Country Club Casino         | [ 18 ]          |
| 1989        | Stan Gorski      | Barry Saxon        | 8 - 2               | ?               | ?                           | [ 19 ]          |
| 1990        | Craig Duffy      | Nick Vasic         | 8 - 5               | ?               | ?                           | [ 20 ]          |
| 1991        | David Collins    | Quinten Hann       | 5 - 4               | ?               | ?                           | [ 21 ]          |
| 1992        | Stan Gorski      | Peter Hawkes       | 8 - 1               | ?               | ?                           | [ 22 ]          |
| 1993 - 1995 | Non disputatosi  | Non disputatosi    | Non disputatosi     | Non disputatosi | Non disputatosi             | Non disputatosi |
| 1996        | Stan Gorski      | Craig Duffy        | 5 - 1               | Brisbane        | Kedron Wavell Services Club | [ 23 ]          |
| 1997        | Shawn Budd       | Johl Younger       | 5 - 0               | Brisbane        | Kedron Wavell Services Club | [ 24 ]          |
| 1998        | Shawn Budd       | Steve Mifsud       | 6 - 3               | Brisbane        | Kedron Wavell Services Club | [ 25 ]          |
| 1999        | Non disputatosi  | Non disputatosi    | Non disputatosi     | Non disputatosi | Non disputatosi             | Non disputatosi |
| 2000        | Shawn Budd       | Steve Mifsud       | 5 - 2               | Melbourne       | ?                           | [ 26 ]          |
| 2001        | Steve Mifsud     | Neil Robertson     | 6 - 1               | Melbourne       | RACV Club                   | [ 27 ]          |
| 2002        | Steve Mifsud     | Quinten Hann       | 6 - 3               | Melbourne       | RACV Club                   | [ 28 ]          |
| 2003        | Steve Mifsud     | Johl Younger       | 6 - 1               | Melbourne       | RACV Club                   | [ 29 ]          |
| 2004        | Steve Mifsud     | Shawn Budd         | 6 - 0               | Brisbane        | Q-Masters                   | [ 30 ]          |
| 2005        | Vinnie Calabrese | Roger Farebrother  | 6 - 4               | Melbourne       | ?                           | [ 31 ]          |
| 2006        | Robby Foldvari   | Matthew Bolton     | 6 - 3               | Melbourne       | RACV Club                   | [ 32 ]          |
| 2007        | Glen Wilkinson   | Shawn Budd         | 6 - 5               | Melbourne       | RACV Club                   | [ 33 ]          |
| 2008        | Ben Judge        | Aaron Mahoney      | 6 - 1               | Melbourne       | RACV Club                   | [ 34 ]          |
| 2009        | Glen Wilkinson   | Aaron Mahoney      | 6 - 1               | Melbourne       | RACV Club                   | [ 35 ]          |
| 2010        | Steve Mifsud     | Shawn Budd         | 6 - 3               | Melbourne       | RACV Club                   | [ 36 ]          |
| 2011        | Steve Mifsud     | Joe Minici         | 6 - 3               | Melbourne       | RACV Club                   | [ 37 ]          |
| 2012        | Johl Younger     | Shawn Budd         | 5 - 1               | Melbourne       | RACV Club                   | [ 38 ]          |
| 2013        | Steve Mifsud     | Johl Younger       | 5 - 4               | Melbourne       | RACV Club                   | [ 39 ]          |
| 2014        | Matthew Bolton   | Aaron Mahoney      | 5 - 2               | Melbourne       | RACV Club                   | [ 40 ]          |
| 2015        | Aaron Mahoney    | Joe Minici         | 5 - 4               | Melbourne       | RACV Club                   | [ 41 ]          |
| 2016        | James Mifsud     | Vinnie Calabrese   | 6 - 1               | Melbourne       | RACV Club                   | [ 42 ]          |
| 2017        | Adrian Ridley    | Steve Mifsud       | 6 - 3               | Melbourne       | RACV Club                   | [ 43 ]          |
| 2018        | Steve Mifsud     | Charlie Chafe      | 6 - 5               | Melbourne       | RACV Club                   | [ 44 ]          |
| 2019        | Matthew Bolton   | James Mifsud       | 6 - 2               | Melbourne       | RACV Club                   | [ 45 ]          |

## Finalisti
| N° | Giocatore          | Vittorie | Finali perse | Totale |
| -- | ------------------ | -------- | ------------ | ------ |
| 1  | Steve Mifsud       | 8        | 3            | 11     |
| 2  | Max Williams       | 8        | 1            | 9      |
| 3  | Shawn Budd         | 3        | 4            | 7      |
| 4  | Ron Atkins         | 3        | 3            | 6      |
| 5  | Willie Barrie      | 4        | 1            | 5      |
| 5  | Warren Simpson     | 3        | 2            | 5      |
| 5  | John Campbell      | 2        | 3            | 5      |
| 8  | Stan Gorski        | 3        | 1            | 4      |
| 8  | Frank Harris       | 2        | 2            | 4      |
| 8  | Peter Hawkes       | 2        | 2            | 4      |
| 8  | Bob Marshall       | 1        | 3            | 4      |
| 8  | Johl Younger       | 1        | 3            | 4      |
| 8  | Aaron Mahoney      | 1        | 3            | 4      |
| 14 | Kevin Burles       | 3        | 0            | 3      |
| 14 | Glen Wilkinson     | 3        | 0            | 3      |
| 14 | Warren King        | 2        | 1            | 3      |
| 14 | Jim Bonner         | 2        | 1            | 3      |
| 14 | Matthew Bolton     | 2        | 1            | 3      |
| 19 | James Giannaros    | 1        | 1            | 2      |
| 19 | Geoff Miller       | 1        | 1            | 2      |
| 19 | Craig Duffy        | 1        | 1            | 2      |
| 19 | Vinnie Calabrese   | 1        | 1            | 2      |
| 19 | James Mifsud       | 1        | 1            | 2      |
| 19 | Robert McLass      | 0        | 2            | 2      |
| 19 | Adrian Campbell    | 0        | 2            | 2      |
| 19 | Quinten Hann       | 0        | 2            | 2      |
| 19 | Joe Minici         | 0        | 2            | 2      |
| 29 | Herbert Rumball    | 1        | 0            | 1      |
| 29 | Ted Pickett        | 1        | 0            | 1      |
| 29 | Gary Lackenby      | 1        | 0            | 1      |
| 29 | David Collins      | 1        | 0            | 1      |
| 29 | Robby Foldvari     | 1        | 0            | 1      |
| 29 | Ben Judge          | 1        | 0            | 1      |
| 29 | Adrian Ridley      | 1        | 0            | 1      |
| 29 | AC Stephenson      | 0        | 1            | 1      |
| 29 | Frank Edwards      | 0        | 1            | 1      |
| 29 | Jack Harris        | 0        | 1            | 1      |
| 29 | Len Rahilly        | 0        | 1            | 1      |
| 29 | Jim Lyons          | 0        | 1            | 1      |
| 29 | Arthur Cuffe       | 0        | 1            | 1      |
| 29 | Rex King           | 0        | 1            | 1      |
| 29 | Ron Mares          | 0        | 1            | 1      |
| 29 | Harry Andrews      | 0        | 1            | 1      |
| 29 | Dennis Wheelwright | 0        | 1            | 1      |
| 29 | Fred Thomas        | 0        | 1            | 1      |
| 29 | Leon Heywood       | 0        | 1            | 1      |
| 29 | Philip Tarrant     | 0        | 1            | 1      |
| 29 | Roger Farebrother  | 0        | 1            | 1      |
| 29 | Barry Saxon        | 0        | 1            | 1      |
| 29 | Nick Vasic         | 0        | 1            | 1      |
| 29 | Neil Robertson     | 0        | 1            | 1      |
| 29 | Charlie Chafe      | 0        | 1            | 1      |

## Finalisti per nazione
| N° | Nazione     | Vittorie | Finali perse | Totale |
| -- | ----------- | -------- | ------------ | ------ |
| 1  | Australia   | 61       | 64           | 125    |
| 2  | Scozia      | 4        | 1            | 5      |
| 3  | Inghilterra | 0        | 1            | 1      |

- Edizione con più Century Breaks: 3 (1997)[46]
- Maggior numero di vittorie consecutive: 4 (Max Williams — 1970-1973, Steve Mifsud — 2001-2004)
- Vincitore più giovane: Vinnie Calabrese (18 anni, 2005)
- Vincitore più anziano: Bob Marshall (46 anni, 1956), Robby Foldvari (46 anni, 2006)